# Kiko (Los Lobos)
Kiko è un album dei Los Lobos, pubblicato dalla Slash Records nel maggio del 1992.

## Tracce
Brani composti da David Hidalgo e Louie Pérez, tranne dove indicato
1. Dream in Blue – 2:34
2. Wake Up Dolores – 2:55
3. Angels with Dirty Faces – 4:02
4. That Train Don't Stop Here – 3:53 (Cesar Rosas, Leroy Preston)
5. Kiko and the Lavender Moon – 3:36
6. Saint Behind the Glass – 3:17
7. Reva's House – 3:05
8. When the Circus Comes – 3:16
9. Arizona Skies – 2:45
10. Short Side of Nothing – 2:57
11. Two Janes – 3:53
12. Wicked Rain – 3:05 (Cesar Rosas)
13. Whiskey Trail – 2:41
14. Just a Man – 3:40
15. Peace – 3:56
16. Rio de Tenampa – 1:59

Edizione CD del 2012 (20th Anniversary Edition), pubblicato dalla Shout! Factory 13387
1. Dream in Blue – 3:34 (D. Hidalgo, L. Pérez)
2. Wake Up Dolores – 2:55 (D. Hidalgo, L. Pérez)
3. Angeles with Dirty Faces – 4:02 (D. Hidalgo, L. Pérez)
4. That Train Don't Stop Here – 3:52 (Cesar Rosas, Leroy Preston)
5. Kiko and the Lavender Moon – 3:35 (D. Hidalgo, L. Pérez)
6. Saint Behind the Glass – 3:17 (D. Hidalgo, L. Pérez)
7. Reva's House – 3:04 (D. Hidalgo, L. Pérez)
8. When the Circus Comes – 3:15 (D. Hidalgo, L. Pérez)
9. Arizona Skies – 2:45 (D. Hidalgo, L. Pérez)
10. Short Side of Nothing – 2:56 (D. Hidalgo, L. Pérez)
11. Two Janes – 3:53 (D. Hidalgo, L. Pérez)
12. Wicked Rain – 3:04 (Cesar Rosas)
13. Whiskey Trail – 2:41 (D. Hidalgo, L. Pérez)
14. Just a Man – 3:40 (D. Hidalgo, L. Pérez)
15. Peace – 3:55 (D. Hidalgo, L. Pérez)
16. Rio de Tenampa – 2:04 (D. Hidalgo, L. Pérez)
17. Whiskey Trail – 3:22 (D. Hidalgo, L. Pérez) – Bonus Track - Studio Demo Version
18. Rio de Tenampa – 4:47 (D. Hidalgo, L. Pérez) – Bonus Track - Studio Demo Version
19. Peace – 5:54 (D. Hidalgo, L. Pérez) – Bonus Track - Live
20. Arizona Skies/Borinquen Patria Mia – 5:50 (D. Hidalgo, L. Pérez) – Bonus Track - Live
21. Kiko and the Lavender Moon – 3:50 (D. Hidalgo, L. Pérez) – Bonus Track - Live

## Musicisti
- David Hidalgo - chitarra, accordion, violino, banjo, pianoforte, percussioni, voce
- Cesar Rosas - chitarra, voce
- Steve Berlin - sassofono tenore, sassofono baritono, sassofono soprano, flauto, melodica, armonica, organo Hammond, pianoforte, sintetizzatore, percussioni
- Conrad Lozano - basso, guitarrón, voce
- Louie Pérez - batteria, voce, chitarre, percussioni

Musicisti aggiunti 
- Pete Thomas - batteria
- Victor Bisetti - batteria (brani: Peace e Rio de Tenampa), percussioni
- Fermin Herrera - arpa (brano: Saint Behind the Glass)
- Alex Acuña - percussioni
- Gary Mallaber - batteria (brano: Wake Up Dolores)